# Степь Отрадовская
Степь Отрадовская — ботанический памятник природы местного значения. Находится в Бахмутском районе Донецкой области возле села Отрадовка. 
Статус памятника природы присвоен решением областного совета н.д. от 25 марта 1995 года.
Площадь — 3,9 га. Территория «Степи Отрабовской» представляет собой участок степной растительности, 7 видов растений, произрастающих здесь, занесены в Красную книгу Украины — оносма донская, ковыль волосистый, шафран сетчатый, пион тонколистый.